# Зайцев, Василий Иванович (генерал-лейтенант)
Василий Иванович Зайцев (8 апреля 1925, д. Семишено, Калужская губерния — 13 сентября 2011, Пенза) — советский и российский военный и общественный деятель. Генерал-лейтенант артиллерии (1982). Начальник Пензенского высшего артиллерийского инженерного училища имени Главного маршала артиллерии Н. Н. Воронова (1978—1987). Участник Великой Отечественной войны. Член Союза писателей России.

## Биография
Родился 8 апреля 1925 года в деревне Семишено.
С 1933 года — ученик 542-й среднюю школу г. Москвы. В 1940 году был направлен в Московскую специальную артиллерийскую школу. После её окончания — курсант Одесского артиллерийского училища, которое окончил в декабре 1944 года.
Участник Великой Отечественной войны. Принимал участие в боях в Венгрии, Австрии и Чехословакии.

Могила генерала Зайцева

В 1948 году окончил Высшую офицерскую артшколу в Ленинграде, в 1960 году — командную артиллерийскую академию и был направлен для прохождения службы в Таманскую дивизию.
В 1978 году после выхода в отставку генерал-майора Виктора Зикеева назначен начальником Пензенского высшего артиллерийского инженерного училища имени Главного маршала артиллерии Н. Н. Воронова. В 1985 году присвоено учёное звание «доцент». В 1982 году присвоено воинское звание генерал-лейтенант артиллерии.
После увольнения со службы в Вооружённых Силах преподавал в училище военную историю.
В 2000 и в 2005 годах — участник Парадов Победы в Москве на Красной площади.
Избирался председателем Пензенского областного отделения Советского фонда мира, был поэтом и писателем. Вышли в свет его книги мемуаров и поэтические сборники. В 2007 году он был принят в Союз писателей России. Принимал участие в деятельности ветеранских организаций.
Жил в Пензе, где и скончался 13 сентября 2011 года на 87-м году жизни. Похоронен на Аллее славы Новозападного кладбища Пензы.

## Награды
- орден Отечественной войны I степени
- два ордена Красной Звезды
- орден За службу Родине в Вооружённых Силах СССР III степени
- медали
- памятный знак «За заслуги в развитии города Пензы» (2009)[2]

## Увековечение памяти
7 мая 2013 года в преддверии Дня Победы в г. Пензе на здании по улице Урицкого, д. 18, в котором в 1981—2011 годах жил В. И. Зайцев, была торжественно открыта мемориальная доска, посвящённая ему. В церемонии открытия мемориальной доски приняли участие родные и близкие генерала, а также председатель Законодательного Собрания Пензенской области Иван Белозерцев.